# Hehlen

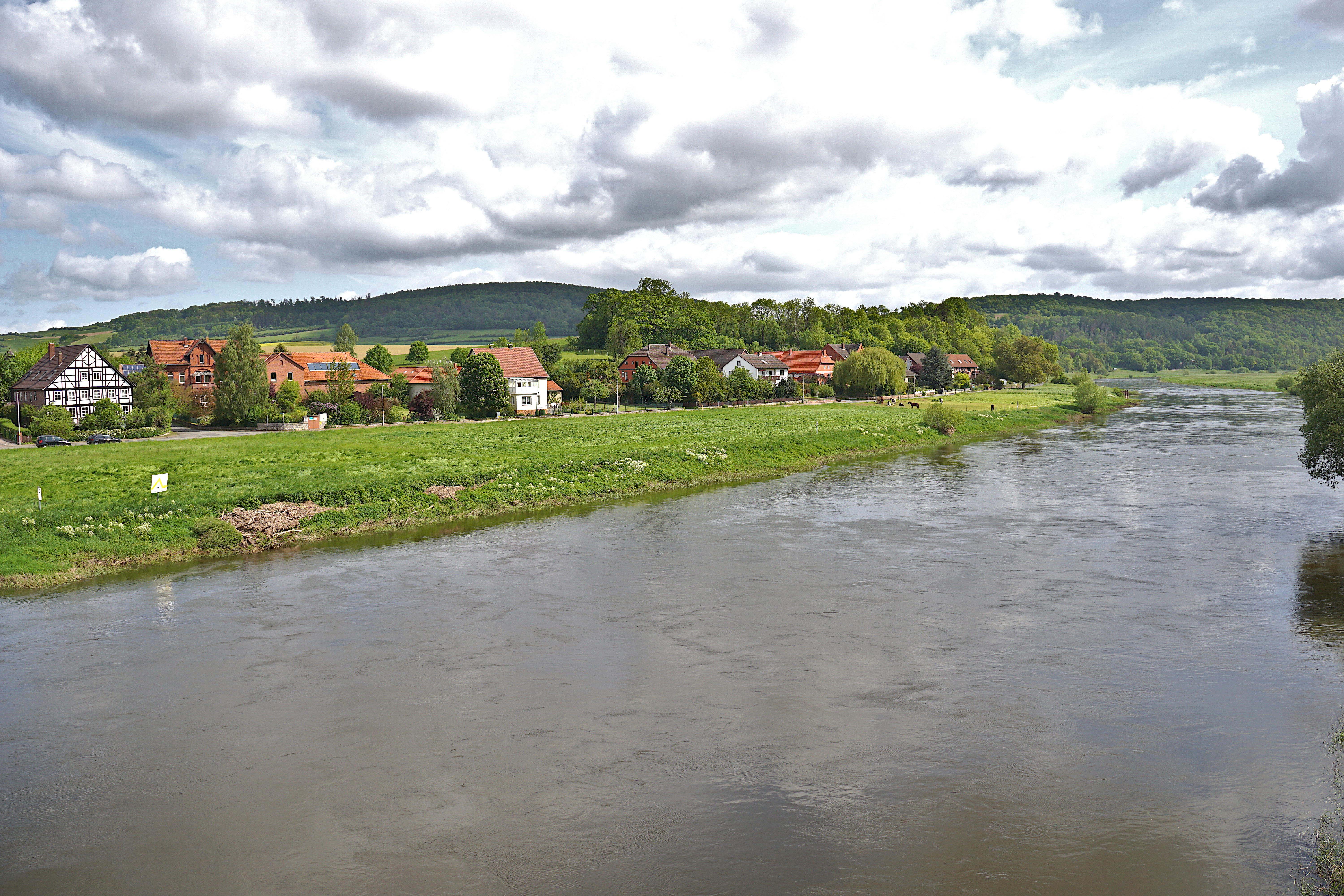
Die Weser in Hehlen

Hehlen ist eine Gemeinde im Landkreis Holzminden in Niedersachsen und gehört zur Samtgemeinde Bodenwerder-Polle.

## Geografie

### Lage
Die Gemeinde liegt an der Weser unterhalb von Bodenwerder und zwischen Hameln und Holzminden.

### Gemeindegliederung
- Hehlen (mit Ovelgönne)
- Ortsteil Hohe
- Ortsteil Brökeln
- Ortsteil Daspe

### Nachbargemeinden
Hehlen grenzt im Norden an die Gemeinde Emmerthal des Landkreises Hameln-Pyrmont, im Nordosten an Heyen (durch eine Weserbrücke verbunden), im Osten an Bodenwerder, im Süden an Pegestorf und im Westen an Ottenstein.

## Geschichte

### Ortsname
Alte Bezeichnungen des Ortes sind im 8./9. Jahrhundert Heli, 826-876 Heloon, 1150–1160 Helen, ab Mitte des 12. Jahrhunderts Helen, 1190 Helenen und um 1220 Helen.
Der Ortsname Helte, Kreis Emsland, liegt in einer Schleife der Hase auf leicht erhöhtem Boden. Eine ähnliche Lage besitzt Hehlen. Hier steigt der Schiffberg jenseits des Ortes stark an. Der Ortsname meint deshalb die am Abhang gelegene Siedlung.
Im 9. Jahrhundert wurde Hehlen erstmals urkundlich als Heli erwähnt. Im 12. Jahrhundert wurde es als Helen bezeichnet.

### Neuzeit
Als die homburgischen Lehensträger 1409 ausgestorben waren und danach 1558 ebenso die herzoglich-braunschweigischen Lehnsträger in Form der Herren von Frenke, wurde das Lehen dem hier noch sitzenden, älteren „weißen“ Stamm der Schulenburgs übertragen. Zu den ersten Herren aus diesem Zweig an der Weser gehörte Fritz von der Schulenburg. Er brachte es als kaiserlicher Söldnerführer im Dienste von Herzog Heinrich des Jüngeren zu Braunschweig-Lüneburg zu Geld und Ansehen. Seine Ehefrau Ilse von Saldern, die seit 1574 von ihm getrennt lebte, ließ 1579–1584 das von Türmen flankierte Wasserschloss Hehlen erbauen. Mit dem Schlossbau begann das Entstehen einer Reihe von großen Adelsschlössern der Weserrenaissance, deren prachtvollste die Hämelschenburg, Schloss Bevern und Schloss Schwöbber darstellen.
1596 wurde in Hehlen eine der ältesten Papiermühlen in der Oberweserregion durch Ilse von Saldern, der Ehefrau von Fritz von der Schulenburg, erbaut.
1807 wurde das Gericht in Hehlen aufgelöst.
1900 wurde Hehlen durch die Bahnstrecke Vorwohle–Emmerthal der privaten Vorwohle-Emmerthaler Eisenbahn-Gesellschaft (VEE) an das Eisenbahnnetz angeschlossen. 1905 wird ein Kalk- und Mergelwerk am Ortsrand gegründet.
1920 folgt die Gründung der Braunschweigischen Lederwerke Heller & Cahen zur Herstellung von Vachetteleder.
Ende 1939 musste die jüdische Familie Alex und Bertha Bach ihr Manufaktur- und Modewarengeschäft und Wohnhaus in der Hauptstraße verlassen. Ein Verkauf an den Hehlener Fabrikanten Asmus scheiterte auf Betreiben von Bürgermeister Theodor Kreibaum, zugleich NSDAP-Ortsgruppenleiter, beim Braunschweigischen Innenministerium. Er bezeichnete den Fabrikbesitzer als zu „judenfreundlich“ und Bach musste seinen Besitz zu geringerem Wert an die Gemeinde verkaufen und flüchtete nach Bolivien.

Früher Poststempel von Hehlen

1996 lebten 2.250 Bürger in der Gemeinde.
Zum 1. November 1862 wurde in Hehlen eine Postexpedition eingerichtet. Im Jahre 1872 wurde die Postexpedition in eine Postagentur umgewandelt. Der Zweikreisstempel mit Datum, Jahr und Uhrzeit war seit 1862 in Gebrauch. Zur Entwertung der Postwertzeichen verwendete man den Rostgitterstempel mit der Nummer „26“ der früher in Immendorf gebraucht worden war. Zur Entwicklung des Postwesens in Hehlen siehe auch Postroute Braunschweig–Holzminden.

### Eingemeindungen
Am 1. Januar 1973 wurden die Gemeinden Brökeln, Daspe und Hohe eingegliedert.

## Politik

### Gemeinderat
Der Gemeinderat, der die Gemeinde Hehlen vertritt, setzt sich aus elf Mitgliedern zusammen. Bei der Kommunalwahl 2021 ergab sich folgende Sitzverteilung:
- SPD: 7 Sitze
- Wählergemeinschaft Hehlen (WG): 4 Sitze

### Bürgermeister
Bürgermeisterin ist seit Mai 2024 Sonja Schubert (SPD).

## Kultur und Sehenswürdigkeiten

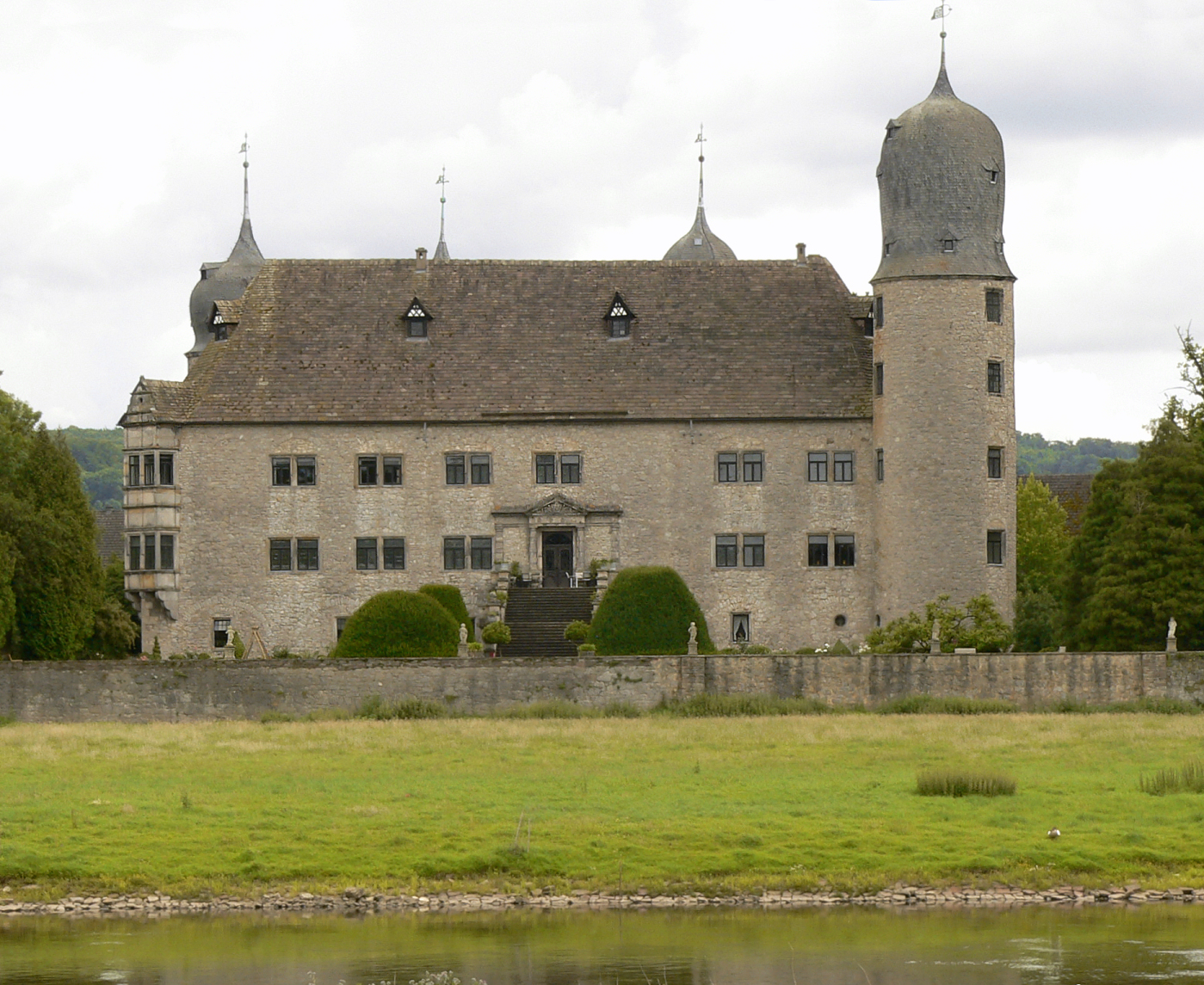
Wasserschloss Hehlen, 2017

- Das Wasserschloss Hehlen wurde 1579 als reiner Repräsentationsbau ohne militärischen Zweck gebaut. Es ist eine Vierflügelanlage mit winkelständigen Treppentürmen im Hof und Zugbrücke über den wassergefüllten Graben.

- Die Immanuelkirche wurde 1697–1699 größtenteils auf Kosten Friedrich Achaz von der Schulenburg durch den Braunschweiger Hermann Korb erbaut. Es zählte damals zu den ersten Zentralraumkirchen Deutschlands. Pilaster gliedern die zweigeschossigen Emporen, unter denen sich Logen bilden, im orberen Teil jedoch Arkaden spannen. Das Erbbegräbnis derer zu Schulenburg befindet sich unter dem östlichen Treppenturm.[8]
- Jüdischer Friedhof mit 21 erhaltenen Grabsteinen aus den Jahren 1828 bis 1907.

## Wirtschaft und Infrastruktur

### Verkehr
Durch Hehlen führt die Bundesstraße 83 und verbindet den Ort mit Hameln im Norden und Holzminden im Süden. Im Süden beginnt die Bundesstraße 240 über die Weser in Richtung Eschershausen. Seit 2004 führt eine Brücke von Hehlen über die Weser zum nordwestlich gelegenen Daspe, zuvor bestand an dieser Stelle eine Fähre. Im Südwesten führt die Landesstraße 586 nach Ottenstein und im Süden weitere Straßen in die kleinen Ortschaften Ovelgönne und Brökeln.
Hehlen liegt am Weserradweg, der von Hameln nach Hann. Münden führt.
Der Ort liegt an der heute im Güterverkehr bedienten Bahnstrecke Vorwohle–Emmerthal, die von Emmerthal über Hehlen, Bodenwerder-Linse und Eschershausen bis zum Bahnhof Vorwohle führte, wo Anschluss an die Bahnstrecke Altenbeken–Kreiensen bestand. Das ehemalige Empfangsgebäude des Bahnhofs Hehlen beherbergt heute eine Gastwirtschaft.
Per Linienbus ist Hehlen an Holzminden, Bodenwerder und Hameln angebunden.

### Ansässige Unternehmen
1893 wurde die Raiffeisenbank Hehlen eG gegründet und fusionierte 2000 mit der Volksbank Weserbergland eG (seit 2017 VR-Bank in Südniedersachsen).
1919 erfolgte die Gründung der Braunschweigischen Lederwerke J. u. E. Heller, heute HELLER-LEDER GmbH & Co. KG (Jahresumsatz 2016 rund 55 Mio. Euro, 220 Mitarbeiter), am 24. April 1990 ergänzt um die Tochtergesellschaft Helcor Leder Tec GmbH. Das Unternehmen ist einer der wenigen großen Arbeitgeber in der Umgebung. Die Gerberei ist durch typische Gerüche wahrnehmbar.
Am Ortsausgang Richtung Hameln besteht ein großes Kalkwerk der 1905 von Heinrich Reitemeyer gegründeten Portlandzement-, Kalk-, Mergel- und Steinwerke GmbH, Hehlen/Weser, deren Eigentümer bis 1943 die Norddeutsche Cement-Verband GmbH (NCV) mit Sitz in Berlin-Wilmersdorf war und danach von Blankmann aus Hehlen übernommen wurde. Ab 1949 erfolgte die Übernahme des Kalkwerks durch die Niedersächsischen Zementwerke und eine Umfirmierung in Kalk-, Mergel- und Steinwerke GmbH. 2004 Übernahme durch Andreas Goedecke und Umbenennung in Kalkwerk Hehlen GmbH.
1950 erfolgte die Gründung der Kreidefabrik Jürgen Knopf, die heute unter dem Namen PyCom GmbH & Co. KG in Eschershausen ansässig ist.
1978 wurde das Unternehmen Tiefbau Timmermann gegründet. Weitere Unternehmen sind die 1928 gegründete Asmus GmbH, ein Hersteller von Reinigungs- und Pflegemitteln, heute firmiert unter AsKü-Gebäudereinigungs-Service GmbH.
Am 17. Oktober 2005 wurde in Hehlen unter Führung von Naturgas Hehlen GmbH & Co. KG und Bioenergie Hehlen GmbH & Co. KG eine Biogasanlage mit einer elektrischen Leistung von 1000 kW in Betrieb genommen. Sie ist damit einer der größeren Bioenergieanlagen Deutschlands. Neben der elektrischen Leistung die in das öffentliche Stromnetz eingespeist wird, versorgt das Blockheizkraftwerk auch das Unternehmen HELLER-LEDER GmbH & Co. KG mit Prozesswärme. Zu den beiden Biogasanlagen gehört eine 2010 errichtete Lagerfläche für Maissilage, auf der von vertraglich gebundenen Bauern Mais zum Betrieb der Anlagen vorgehalten wird.
Die 1947 gegründeten Hanning Elektro-Werke GmbH & Co. KG, ein Hersteller von Elektroantrieben für verschiedenste Branchen, hatten bis ins Jahr 2006 einen Produktionsstandort in Hehlen. Dieses Gebäude wurde von der PSL (Packaging Services Logistik) GmbH übernommen, die in Hehlen ihren Produktionsstandort aufgebaut hat. Durch die gute wirtschaftliche Entwicklung erfolgt ein stetiger Ausbau der Produktionskapazitäten.

## Persönlichkeiten
Ehrenbürger
- August Rode, Tischlermeister und stellvertretender Bürgermeister (vergeben im Juni 2015)[11]

Söhne und Töchter der Stadt
- Friedrich Achaz von der Schulenburg-Hehlen (1647–1701), Geheimer Rat, Diplomat, Hofrichter
- Heinrich Philipp Konrad Henke (1752–1809), deutscher lutherischer Theologe, Gelehrter und Kirchenhistoriker
- Wilhelm August Lampadius (1772–1842), Apotheker, Chemiker, Hüttentechniker, Hochschullehrer
- Heinrich Wilhelm Waldeyer (1836–1921), Anatom, Hochschullehrer, Mitglied des Preußischen Herrenhauses
- Hans Eduard Seebaß (1894–1957), Oberlandeskirchenrat, Politiker, Mitglied des ernannten Braunschweigischen Landtags
- Pauline Kühle (1898–1972), Gärtnerin, Politikerin (CDU), Mitglied des Niedersächsischen Landtages, Mitglied des Ernannten Niedersächsischen Landtages und Mitglied des Ernannten Hannoverschen Landtages.
- Karl Joachim Ebeling (* 1949), Physiker und 2003–2015 Rektor der Universität Ulm

Persönlichkeiten Hehlens
- Emil Heller (1891–1964), Unternehmer, erhielt 1964 das Bundesverdienstkreuz 1. Klasse